# آستین (میسیسیپی)
آستین (به انگلیسی: Austin) یک منطقهٔ مسکونی در ایالات متحده آمریکا است که در شهرستان تونیکا، میسیسیپی واقع شده است. آستین ۶۰ متر بالاتر از سطح دریا واقع شده است.